# 러시아의 우크라이나 침공의 북부 전선
러시아의 우크라이나 침공의 북부 전선(우크라이나어: Північний театр воєнних дій російсько-української війни)은 2022년 러시아의 우크라이나 침공 중 우크라이나의 수도 키이우와 주변 지역(키이우주)을 장악하기 위해 벌이고 있는 전구이다. 2월 24일 아침, 러시아군이 키이우주에 진입하며 우크라이나군과의 교전을 벌이기 시작했다. 우크라이나의 군 사령부와 정부는 키이우에 기반을 두고 있다. 3월 5일까지, 포위 전략의 일환으로 부차, 호스토멜, 보르젤이 함락되었다. 3월 9일, 이르핀을 통제 중인 국가에 대해서는 논쟁 중이다.

## 전구의 전투 및 공방전 목록
- 호스토멜 공항 전투
- 체르니히우 공방전
- 체르노빌 전투
- 이반키우 전투
- 키이우 공방전
- 바실키우 전투
- 이르핀 전투

## 연대표

### 2월 24일

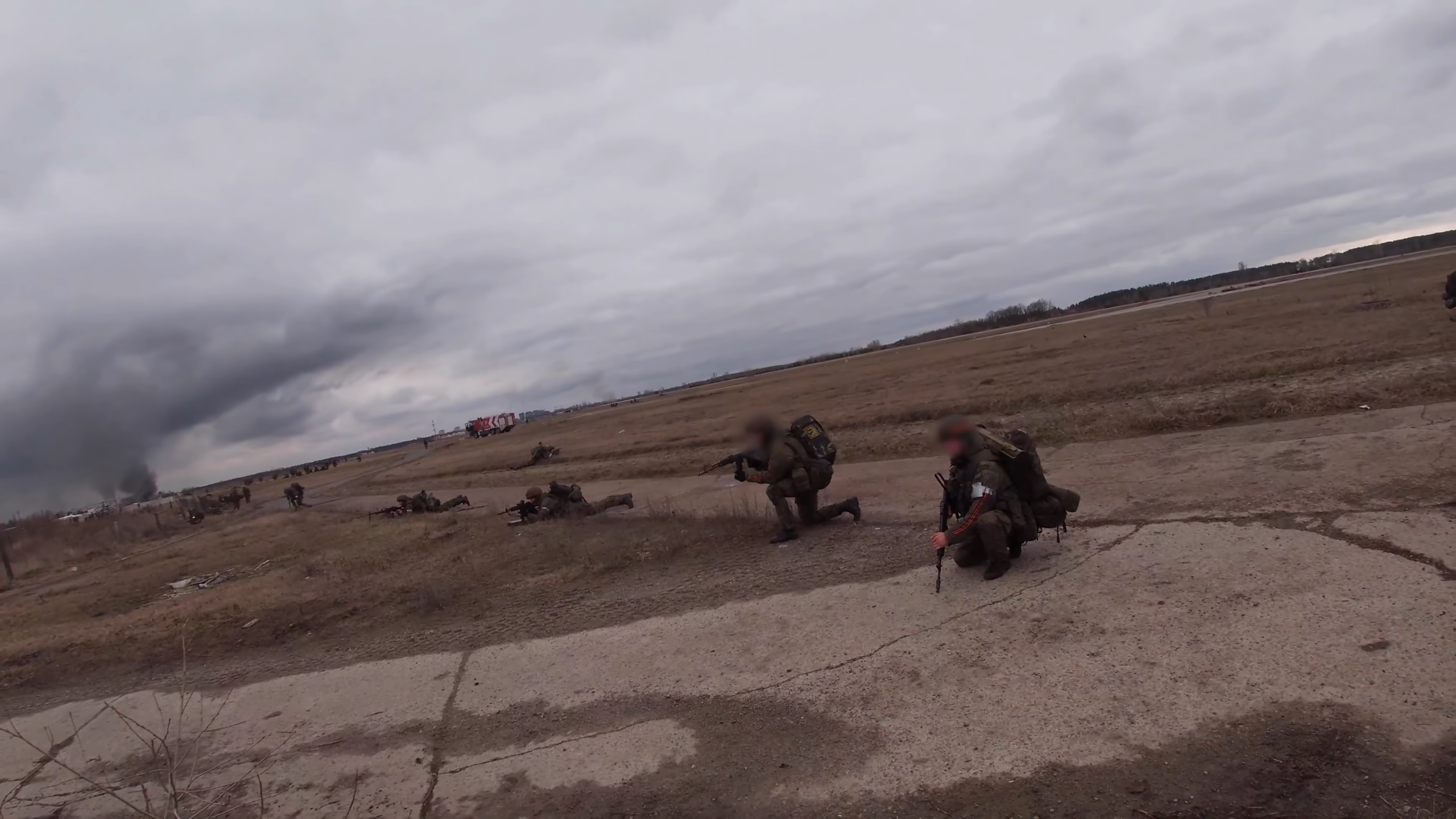
2월 24일 호스토멜 공항 전투 중 호스토멜 공항에 있는 러시아 공수부대

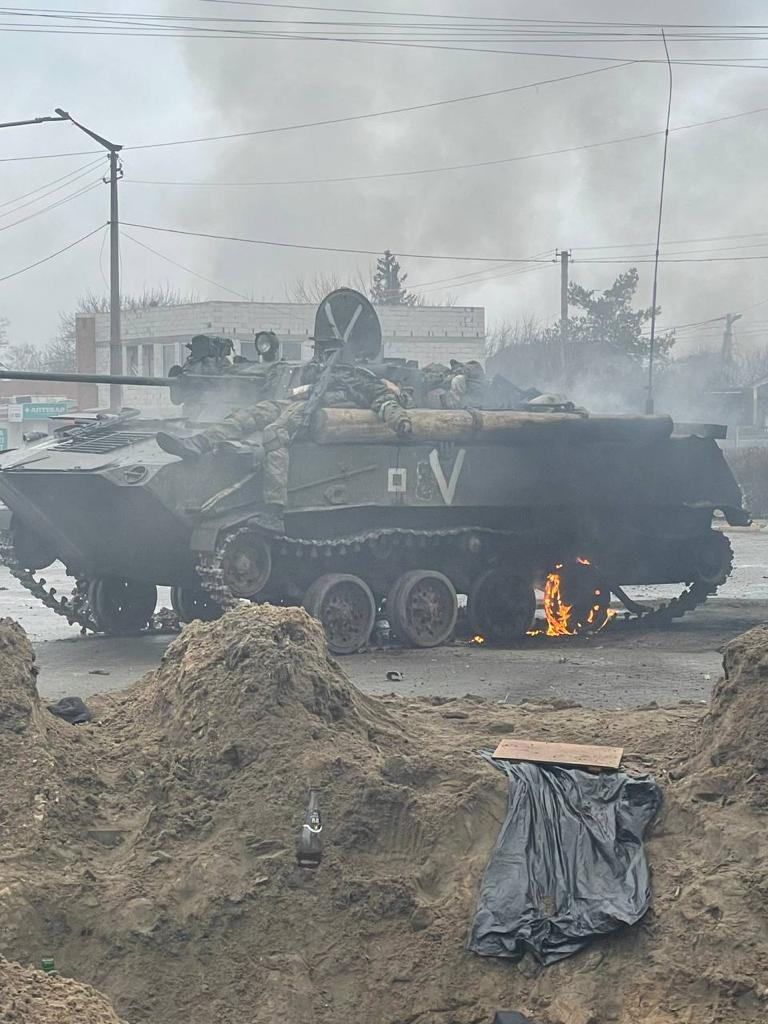
호스토멜 공항 전투 중 손상을 입은 러시아 제31근위공중강습여단의 BMD-2

2월 24일 아침, 러시아군은 키이우주의 주요 공항인 보리스필 국제공항과 호스토멜 공항을 포함한 목표물을 향해 폭격과 미사일 공격을 시작했다.
아침 이후, 벨라루스에 집결한 러시아군은 국경을 넘어 우크라이나로 진군해 키이우주로 진입했다. 러시아는 우크라이나군과 교전 끝에 국경과 가까운 체르노빌 원자력 발전소를 장악했다.
그 이후, 러시아 공수부대는 호스토멜 공항에서 불과 10km 지점에 공중 강습을 감행해 공항을 확보하고 키이우를 침공할 중장비와 병력 수송을 위한 공수작전을 벌이며 호스토멜 공항 전투가 시작됐다. Ka-52 헬기가 호위하는 Mi-8 헬기가 북쪽 및 드니프로강에서 오는 것이 목격되었다. 현지 우크라이나군은 휴대용 방공 미사일(맨패즈)을 이용하여 헬기를 일부 격추시켰다. NATO에게 훈련받은 제4신속대응여단은 공중 강습 부대, 우크라이나 공군, 타 지역 병력의 공중 지원과 함께 반격했다. 러시아군은 지상군이나 공중 지원이 많지 않아 반격을 감당해낼 수 없었고 우크라이나군에 의해 격퇴당했다. 러시아군은 또 키이우 저수지 주변에 도하를 시도했다. 충돌 과정에서, 세계 최대 규모의 항공기인 안토노프 An-225 므리야가 파괴되었다.
영국 발표에 의하면, 러시아군은 2월 24일 체르니히우를 점령하려고 시도했다. 우크라이나군이 이들을 저지하자 러시아군은 도시를 포위했고, 일부 러시아 기계화 병력은 도시를 우회했다.
2월 24일 밤, 우크라이나 대통령 볼로디미르 젤렌스키가 "체제 전복 단체"가 키이우에 접근하고 있다고 밝혔다. 이날 밤, 로이드 오스틴 미 국방부 장관은 러시아 기계화 보병 부대가 키이우 32km 이내로 진격했다고 말했다.

### 2월 25일
2월 25일 아침, 러시아 공군은 수도 키이우에 대한 폭격을 계속했다. 우크라이나 Su-27 전투기가 이후 키이우 상공에서 격추됐고, 9층짜리 아파트 단지에 추락해 건물이 불에 탔다.
현지시각 6시 47분, 우크라이나 육군이 이반키우 근처의 테테리우 강에 위치한 다리를 폭파시켜 체르노빌에서 진격하는 러시아 전차 부대의 진군을 막았다. 우크라이나군 총참모부는 이후 우크라이나 공수부대가 이반키프와 드메르에서 러시아군과 교전을 벌였다고 밝혔다.
오전 나절, 러시아군은 키이우 북부 베르호브나 라다에서 9.7km 떨어진 오볼론 구에 진입했다. 하루 종일 시내 여러 구역에서 총성이 들렸다. 우크라이나는 러시아군과의 충돌로 인한 총격이라고 설명했다.
비탈리 클리치코 키이우 시장은 무기를 들고 싸울 것을 맹세했다. 그의 형인 볼로디미르는 몇 달 전에 예비군에 입대했던 것과 같은 의견을 표했다.
젤렌스키 대통령은 시민들에게 화염병으로 대항할 것을 촉구했다. 수도를 방어하기 위해 예비 국토방위군이 활성화되었다. 또한 싸우려는 키이우 주민들에게도 18,000개의 총기가 배포되었다.

### 2월 26일

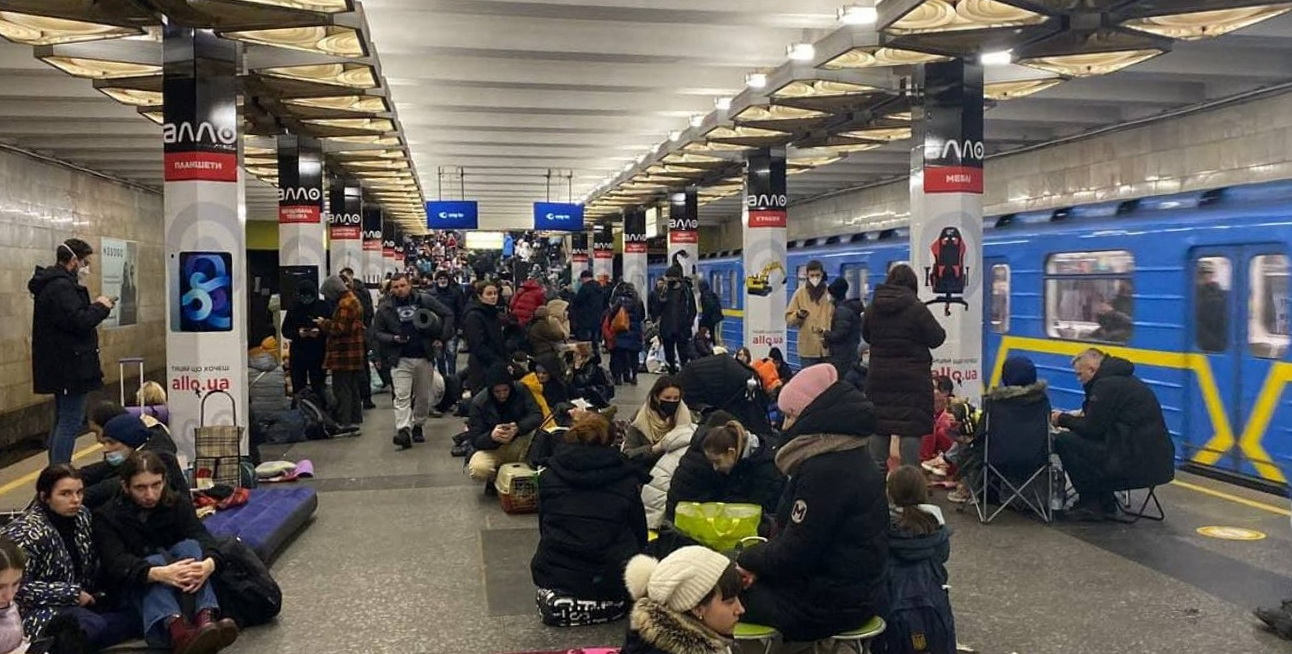
시민을 위한 피난처로 전환된 키이우 지하철역

2월 26일 이른 아침, 러시아 공수부대는 바실키우 공군기지를 점령하기 위해 키이우 남쪽의 바실키우에 공수 강하하기 시작했다. 이어진 전투에서 도시의 지배권을 놓고 치열한 전투가 벌어졌다. 현지시각 오전 1시 30분, 우크라이나 Su-27 전투기가 바실키우 상공에서 공수부대를 태운 러시아 일류신 Il-76기를 격추했다. 현지시간 오전 3시 20분경 러시아 Il-76기가 인근 빌라체르크바 상공에서 격추됐다. 우크라이나의 대공세에도 불구하고, 러시아 공수부대는 키이우 남부 바실키우 지역에 상륙할 수 있었고, 본토방위군와 접촉할 수 있었다. 현지시각 오전 7시 30분, 우크라이나 당국은 공군력의 지원을 받은 우크라이나 방위군이 공수부대를 성공적으로 격퇴했다고 보고했다.
러시아군은 아침 일찍부터 키이우를 공격하기 시작했고, 포격을 퍼부어 키이우 내의 발전소와 군사기지를 점령하려 했다. 우크라이나군은 두 목표를 모두 방어할 수 있었다. 나탈리야 발라시노비치 바실키우 시장은 도시가 우크라이나군에 의해 성공적으로 방어되었고 전투는 끝나가고 있다고 말했다.
키이우 수력발전소는 비슈호로드 북쪽에 위치해 있었으나 러시아군에 점령당했다. 2월 26일, 우크라이나군은 발전소를 탈환했다. 우크라이나 방공망은 이 발전소를 목표로 한 미사일을 요격했다고 했다. 인테르팍스는 발전소의 댐이 무너질 경우 홍수로 인해 "키이우 좌안 전체"가 파괴될 수 있다고 말했다.

### 2월 27일
2월 27일 이른 아침, 러시아 미사일이 바실키우의 석유 저장고를 공격하여 시설에 불을 질렀다. 키이우 인근의 방사성 폐기물 처리장 역시 공습으로 피해를 입었지만 저장장소 자체는 피해를 입지 않았다. 동시에 칼리니우카에서 전투가 일어났다는 보고가 있었으나, 두 도시 모두 같은 이름을 가지고 있기 때문에 이것이 키이반 교외를 가리키는 것인지 아니면 바실키반 교외를 가리키는 것인지는 불분명하다.
우크라이나군은 이날 새벽 호스토멜에서 카디로브치 차량 56대를 파괴했으며 체첸 장군 마고메트 투샤예프를 사살했다고 주장했다. 그러나 람잔 카디로프 체첸 지도자는 투샤예프가 살아있다고 주장하며 또 다른 체첸 사령관인 안조르 비사예프와 함께 찍은 동영상을 공개했다.
2월 27일 아침, 러시아군의 공습이 호스토멜 바로 남쪽에 위치한 작은 도시인 부차의 한 아파트를 강타했다. 부차에서도 전투가 보고되었고, 우크라이나군은 러시아군의 진격을 늦추기 위해 도시의 교량을 파괴했다. 이웃 도시 이르핀의 시장 마르쿠신 알렉산더는 우크라이나군이 부차의 다리를 파괴하고 함정에 빠뜨린 후 도시를 공격하는 러시아군을 물리쳤다고 주장했다. 이후 소셜미디어에는 갑옷이 부서지고 병사 몇 명이 사망한 영상이 올라왔다.
그 이후, 이반키우로 향하는 대규모 러시아 호송대가 위성 사진에 포착되었다. 2월 24일 체르니히우를 우회한 러시아군은 북동쪽에서 키이우에 접근해오기 시작했다. 키이우의 시장 비탈리 클리치코는 AP통신에 키이우가 완전히 포위되어 시민들을 대피시킬 수 없었다고 말했다. 그러나 그는 나중에 그의 발언을 철회했다. 그의 집무실은 그가 비유적으로 말한 것이라 전했다. 가디언에 의하면 남쪽에서 키이우로 향하는 도로엔 러시아군이 없었다.

### 2월 28일
우크라이나는 2월 28일 새벽 키이우 서부 마카리우 마을에서 러시아군 장비 대열이 파괴됐다고 밝혔다. 이후 게재된 CCTV 영상에는 시민 2명(72세 남성과 68세 여성)이 마을 끝의 보그단 흐멜니츠키 거리와 오크루즈나 도로 교차로에서 러시아 보병전투차의 총격에 맞아 사망했다고 가디언이 말했다.
한편, 블라다 리토브첸코 비슈호로드 역사문화보호구역 책임자에 따르면, 이반키우에서 전투 중에 이반키우 역사 및 지역사 박물관이 파괴되어 우크라이나의 화가 마리야 프리마첸코의 많은 작품이 파괴되었다. 이날 밤, 이고리 사포즈코 브로바리 시장은 러시아군이 동부 외곽 브로바리 군 통신센터에 9K720 이스칸데르 미사일을 발사해 1명이 사망하고 5명이 부상당했다고 밝혔다.

### 3월 1일
3월 1일, 러시아 미사일이 키이우 TV 타워를 공격하여 도시의 텔레비전 방송이 중단되고 5명이 사망했다. 러시아의 포격은 보야르카와 비슈네베 교외뿐만 아니라 루사니우카와 쿠레니우카 지역도 강타했다. 보로댠카에서는 격렬한 전투가 계속되었다.

### 3월 2일
3월 2일, 이르핀은 미사일이 강타한 후 큰 피해를 입은 것으로 보고되었다. 발레리 잘루즈니 우크라이나군 총사령관은 이후 우크라이나군이 마카리우를 탈환했다고 말했다.

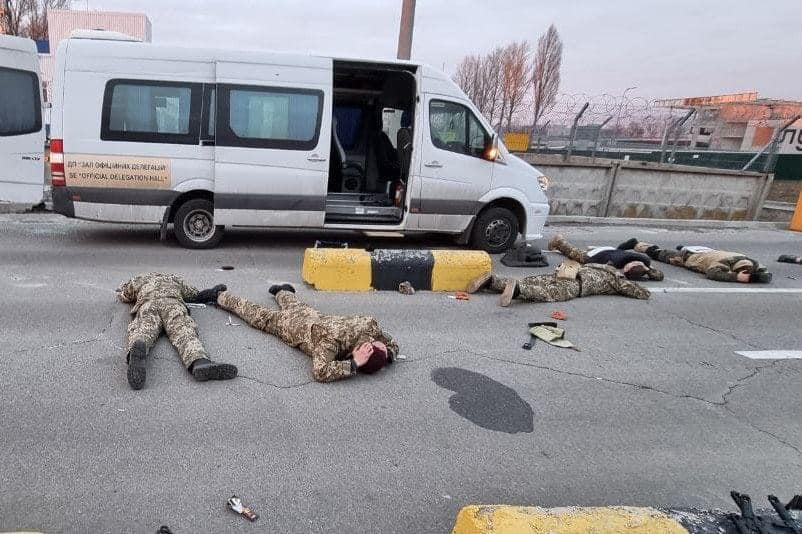
3월 3일, 보리스필에서 무기를 훔친 우크라이나 군인으로 위장한 도둑들

## 같이 보기
- 키이우 공방전
- 키이우의 유령